# Miloslav Sádlo
Miloslav Sádlo (6. června 1897, Praha – 30. října 1961, Praha),
byl violista a sólista v České filharmonii, kde byl též ředitelem orchestru a později i jednatelem. Působil i v Českém triu zároveň s dalšími hudebníky A. Plockem a J. Palenickem. Zároveň byl také členem Klubu orchestrálních umělců (po celou dobu trvání). Věnoval se pedagogické činnosti a vyučoval hře na housle.

## Životopis
Miloslav Sádlo se narodil v Praze v početné rodině živnostníka, ševce Josefa a Anny Sádlových. Po ukončení měšťanské školy odešel v roce 1911 na vojnu kde byl až do roku 1919. Vzhledem k jeho zájmu o hudbu byl přiřazen k vojenské hudbě.
Roku 1919 vstoupil na Pražskou konzervatoř kde studoval v houslové třídě profesora J. Bastaře do roku 1926. Během studií začal již vyučovat hraní na housle a během 20 let vyučil řadu dobrých houslistů. Jeden čas hrál v Mickově kvartetu.
V roce 1926 byl angažován Českou filharmonií kde působil až do svého úmrtí na podzim roku 1961. Mezi lety 1933-1945 byl členem Unie hudebníků z povolání, mezi lety 1931–1946 byl ve Výboru klubu orchestrálních umělců v Praze. Ve výboru spolku České Filharmonie byl 18 let.
Zároveň s Rafaelem Kubelíkem, který se zasadil o postátnění České Filharmonie, se spoluúčastnil jednání a dne 22. října 1945 i podepsání dekretu o postátnění České filharmonie.
V té době byl jmenován ředitelem orchestru.
Organizoval zájezdy jak vnitrozemské tak i zahraniční jichž se též zúčastnil a na kterých hrál.
Zahraniční zájezdy byly hlavně před válkou do Itálie, Jugoslávie, Anglie, Francie, Švýcarska, Rakouska, Holandska, Rumunska, po roce 1945 do Sovětského svazu, Německé demokratické republiky a Německé spolkové republiky.
Na podzim roku 1959 byl na 3měsíčním turné v Austrálii, Japonsku, Číně a Indii, kde měl tu čest se potkat s Džaváharlálem Néhrúem.
V Austrálii pořádali koncert pro tamější Československou komunitu českých a slovenských poválečných emigrantů.
V říjnu 1961 zemřel na zauzlení střev, když ho lékaři nestačili včas operovat.
Byl ženatý s Blaženou Sádlovou-Prokopovou, byli však bezdětní.